# Lunca (Teleorman)
Pour les articles homonymes, voir Lunca.
Lunca est une commune du județ de Teleorman en Roumanie.